# گلوکسبورگ
شهر گلوکسبورگ در ایالت اشلسویگ-هل‌اشتاین در کشور آلمان واقع شده‌است.